# The Woman of Bronze
The Woman of Bronze és una pel·lícula muda dramàtica estatunidenca de 1923 dirigida per King Vidor i distribuïda a través de Metro Pictures. Es basa en una obra de Broadway de 1920 de Henry Kistemaeckers (adaptada per Paul Kester) protagonitzada per Margaret Anglin, John Halliday i Mary Fowler. La versió de la pel·lícula es considera perduda.

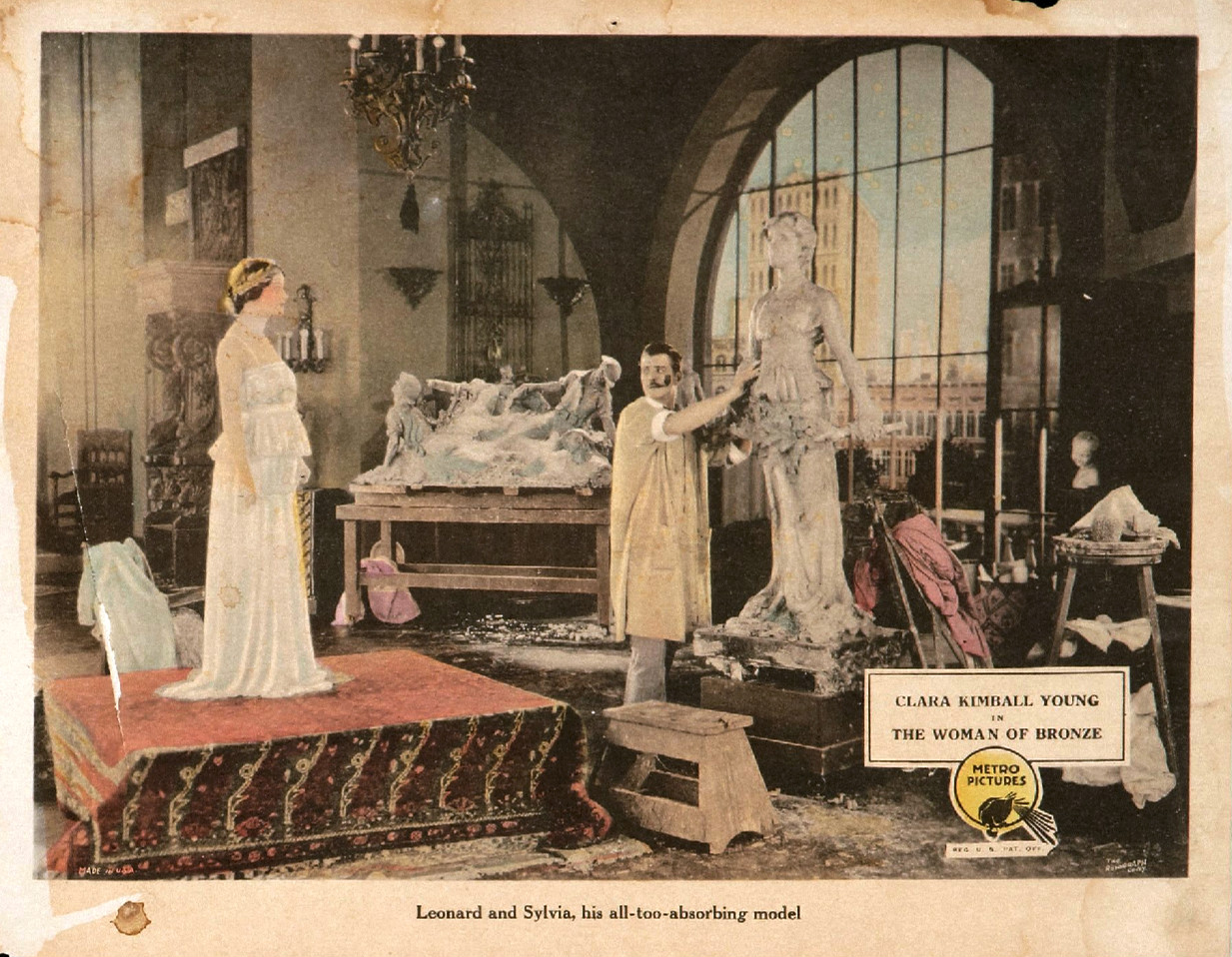
Targeta de la pel·lícula

## Trama
Vivian (Clara Kimball Young), una dona patida, suporta la infidelitat del seu marit artista amb Sylvia (Kathryn McGuire), la seva jove model. Leonard (Lloyd Whitlock) es redimeix quan reconeix el caràcter espiritual de la seva dona. Vidor va considerar la pel·lícula "fora de la meva línia".

## Repartiment
- Clara Kimball Young com a Vivian Hunt
- John Bowers com a Paddy Miles
- Kathryn McGuire com Sylvia Morton
- Edwin Stevens com a Reggie Morton
- Lloyd Whitlock com a Leonard Hunt
- Edward Kimball com a Papa Bonelli

## Producció
Durant el rodatge d'A Woman of Bronze, Vidor va ser convidat a unir-se a Samuel Goldwyn Productions, amb qui faria dues pel·lícules: Three Wise Fools (1923) i Wild Oranges (1924).

## Recepció
"Un drama fortament emocional", segons informa Moving Picture World, 14 d'abril de 1923)